# Leia (cantante)
Larissa Ayumi Cartes Sakata (Curitiba, 14 de mayo de 2001), más conocida por su nombre artístico Leia (en hangul, 레아), es una cantante, rapera y bailarina nipo-brasileña. Fue integrante del grupo femenino surcoreano Blackswan bajo DR Music, convirtiendose en la primera cantante brasileña en la industria del K-pop.

## Biografía
Leia nació el 14 de mayo de 2001 en la ciudad de Curitiba, Paraná. Es hija de madre brasileña y padre japonés. Después de los 4 años, Leia ya cantaba con naturalidad en concursos de talentos en su ciudad natal. Su gusto por el K-pop comenzó cuando tenía 11 años, y con él también llegó el deseo de aprender coreano, inicialmente la cantante aprendió el idioma en internet.
Leia es multilingüe y habla portugués, inglés, coreano y japonés.

## Carrera
Leia viajó a Corea del Sur por primera vez en 2013, a los 12 años, luego de ser la única que pasó una audición de Pledis Entertainment, celebrada en Curitiba. Desde sus primeros años de adolescencia, estando fuera de Seúl, tuvo que seguir estrictamente los ensayos de baile y canto que la compañía solicitaba, por lo que todos los días después de regresar de la escuela, grababa videos para demostrar su formación.  A veces, Leia necesitaba viajar sola al país, hasta que se mudó oficialmente en 2019.
Su primer debut en Corea sería en la última formación del grupo BP Rania en 2020, pero el grupo tuvo que pasar por el proceso de cambio de marca, poniendo fin a sus actividades como Rania. Fue la tercera integrante revelada en Blackswan el 3 de julio de 2020, en el Instagram oficial del grupo, publicando una carta, escrita en coreano y traducida al inglés. Leia se convirtió en la primera mujer brasileña en debutar en un grupo femenino de K-pop.
Dejó el grupo en 2022 tras acusaciones de acoso a su compañera de grupo Fatou.

## Filmografía

### Televisión
| Año  | Título             | Papel      | Nota                               | Transmisión | Ref.          |
| ---- | ------------------ | ---------- | ---------------------------------- | ----------- | ------------- |
| 2020 | Save sea Companion | Ella misma | Episodio: Finding Fellow Travelers | SBS MTV     | [ 11 ] [ 12 ] |